# Frangiskos Sourpis
Frangiskos Sourpis (grec: Φραγκίσκος Σούρπης; 4 de març de 1943) és un exfutbolista grec de la dècada de 1960.
Fou 6 cops internacional amb la selecció grega.
Pel que fa a clubs, defensà els colors de Panathinaikos de 1962 a 1973.